# 더 스타쇼
더 스타쇼는 2008년 4월 28일부터 2008년 6월 30일까지 SBS에서 방영된 예능프로그램이다. 2004년 종영된 같은 채널 《최수종쇼》 이후 연기 활동에만 전념해 온 공동 진행자 최수종의 예능 MC 복귀작으로 화제가 됐는데 최수종은 제작진이 배우 출신 진행자의 섭외에 어렵다며 약속한 대로 6회 만에 빠졌다.
이후, 가수 이승환이 최수종의 뒤를 이어 후임으로 발탁되었으며 해당 프로그램을 통해 쇼 프로그램 진행자 데뷔를 했지만
 초반부터 정체성을 잃고 표류하면서 제대로 된 정통 토크쇼를 확립하지 못했다는 지적을 사 결국 10회 만에 막을 내려야 했다.

## 방송 시간
| 방송 채널 | 방송 기간                         | 방송 시간                            | 방송 분량  |
| --------- | --------------------------------- | ------------------------------------ | ---------- |
| SBS TV    | 2008년 4월 28일 ~ 2008년 6월 16일 | 매주 월요일 밤 11시 5분 ~ 12시 15분  | 1시간 10분 |
| SBS TV    | 2008년 6월 23일 ~ 2008년 6월 30일 | 매주 월요일 밤 11시 15분 ~ 12시 25분 | 1시간 10분 |

## 진행자
- 최수종 (도중하차)
- 박수홍
- 이승환

## 에피소드 목록
| 회차 | 방영 일자       | 게스트   | 비고 |
| ---- | --------------- | -------- | ---- |
| 1    | 2008년 4월 28일 | 심형래   |      |
| 2    | 5월 5일         | 성유리   |      |
| 3    | 5월 12일        | 김연아   |      |
| 4    | 5월 19일        | 김하늘   |      |
| 5    | 5월 26일        | 동방신기 |      |
| 6    | 6월 2일         | 이승환   |      |
| 7    | 6월 9일         | 원더걸스 |      |
| 8    | 6월 16일        | 앙드레김 |      |
| 9    | 6월 23일        | 에픽하이 |      |
| 10   | 6월 30일        | 조영남   |      |